# 機械的連帯
機械的連帯（きかいてきれんたい）とは社会学用語の一つ。これは社会学者であるエミール・デュルケームによって提唱された概念であり、社会においての人々が連帯している形態の一つである。この機械的連帯という形での組織の構成員というのは、全員が同様の人物であり、各人は自分の意思を持たず周囲に圧力をかけられるという形で行動をしているということが特徴。機械的連帯ならば構成員の全てに思想や価値観などといった様々な事柄が共通しており、このような共通しているといった事柄を以て組織は安定して統治されていたということである。このような機械的連帯というのは未開の社会において多く見られる形式であるが、社会が発展することで人間の仕事というのは共通ではなくそれぞれが分業をされた異なった事柄を行うという形に変わっていくため、社会の発展とともに機械的連帯という形での連帯は減少していくこととなる。そして人々は機械的連帯に代わって有機的連帯という形での連帯を行うようになっていく。